# Duché de Bavière-Munich
 (décembre 2016).
Si vous disposez d'ouvrages ou d'articles de référence ou si vous connaissez des sites web de qualité traitant du thème abordé ici, merci de compléter l'article en donnant les références utiles à sa vérifiabilité et en les liant à la section « Notes et références ».

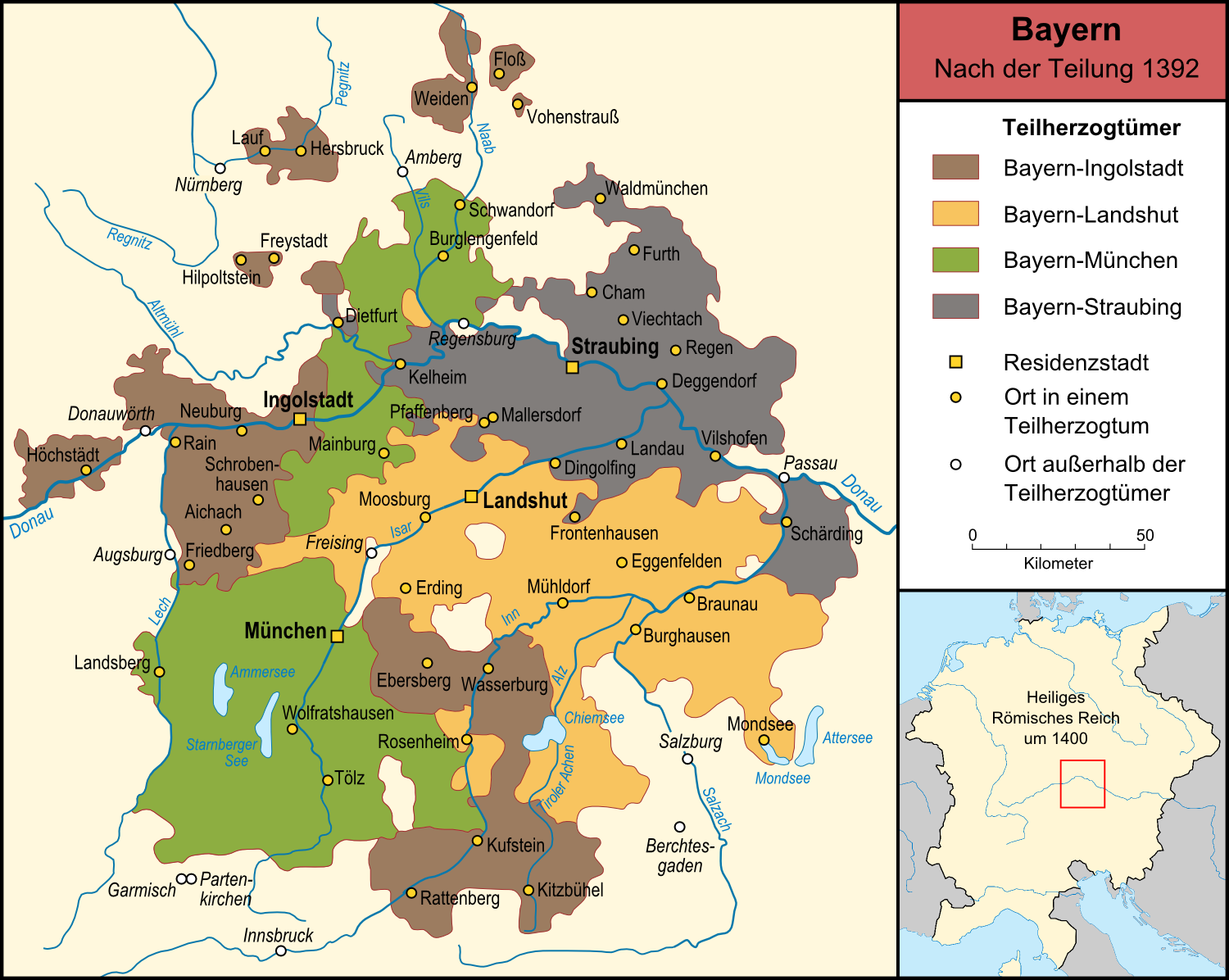
Bavière munichoise (en vert) avec Bavière-Landshut (orange), Bavière-Ingolstadt (marron) et Bavière-Straubing (gris).

La Bavière munichoise (ou Bavière-Munich, en allemand : Bayern-München) était un duché faisant partie du Saint-Empire romain germanique de 1392 à 1505.

## Histoire
Après la mort d'Étienne II de Bavière en 1375, ses fils Étienne III, Frédéric, et Jean II régnèrent conjointement sur la Bavière-Landshut. Au bout de dix-sept ans, les frères décidèrent de diviser formellement leur héritage. Jean reçut la Bavière munichoise, Étienne reçut la Bavière-Ingolstadt, pendant que Frédéric conservait ce qui restait de la Bavière-Landshut. En 1429, des parties de la Bavière-Straubing, dont la ville de Straubing, furent intégrées à la Bavière munichoise. Le duché exista pendant un peu plus de cent ans jusqu'à la  réunification de la Bavière sous Albert IV de Bavière en 1505.
La résidence des ducs à Munich était l'Ancienne Cour (Alter Hof) qui a été construite à la fin du XIIe siècle et avait servi de siège du duché de Haute-Bavière depuis 1255. Cependant, ce n'est que lorsque le duc Guillaume IV de Bavière a finalement déménagé le siège princier à la Neuveste, la résidence de Munich, dans la première moitié du XVIe siècle. 

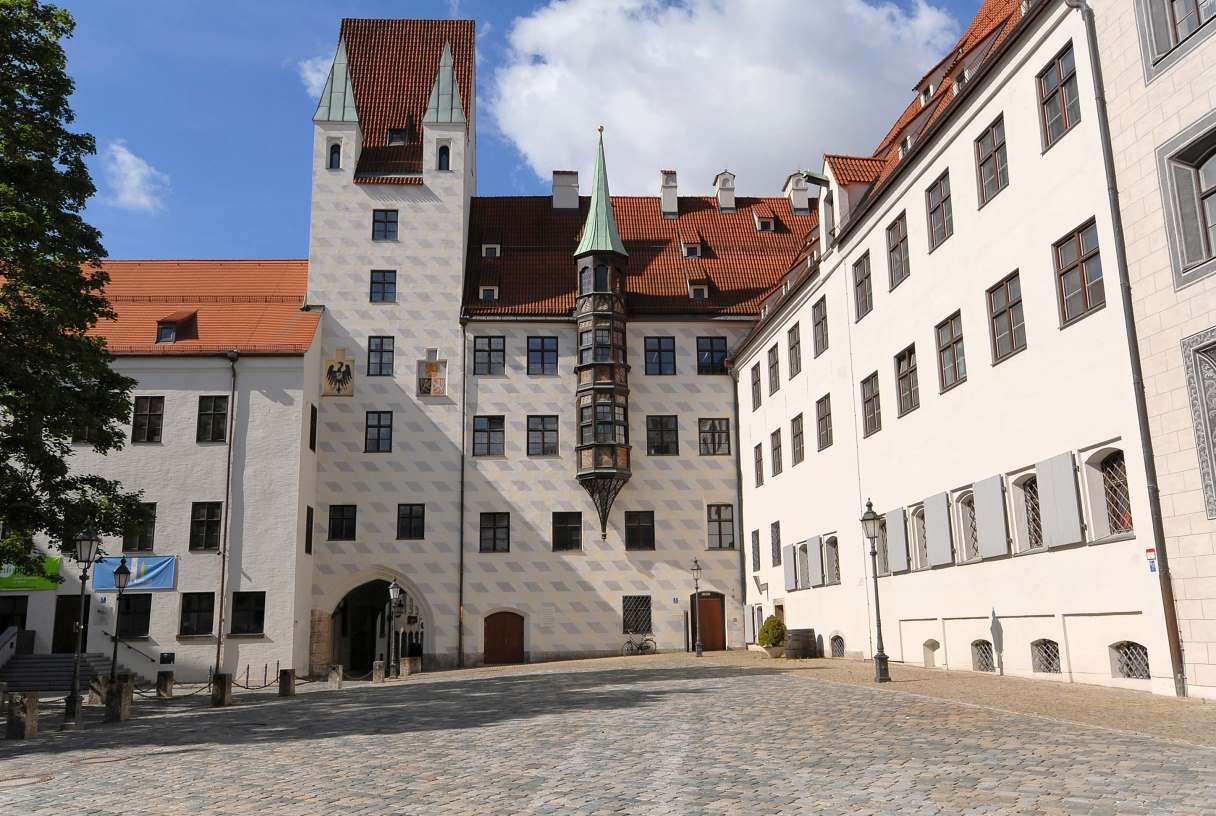
L'ancienne cour à Munich.